# Remigius Streibl
Remigius Streibl (* 11. Januar 1912 in Ebersberg; † 2. Januar 2000) war ein deutscher parteiloser Kommunalpolitiker.

## Werdegang
Streibl war der Sohn eines Konditors. Er besuchte die Volksschule in Ebersberg, die Realschule in Wasserburg, die Oberrealschule Rosenheim und das Luitpold-Gymnasium in München. Hier erhielt er seine Hochschulreife. Danach studierte Streibl an der Universität in München Rechts- und Staatswissenschaften. Die 1. Prüfung für den höheren Justiz- und Verwaltungsdienst absolvierte er 1934. In den frühen 1930ern war Streibl Referendar, zunächst am Ebersberger Amtsgericht und am Landratsamt, dann in verschiedenen Behörden in München. 1937 bestand er die große juristische Staatsprüfung und promovierte danach in Jura mit der Dissertation Die Voraussetzungen der gerichtlichen Verhaftung im neuen Strafprozessrecht. 1938 erfolgte die Übernahme in den höheren Verwaltungsdienst. Streibl war dann als juristischer Staatsbeamter der Regierung von Oberbayern bei den Landratsämtern in Bad Aibling, Weilheim und Mühldorf beschäftigt.
1941 wurde er zum Kriegsdienst im Zweiten Weltkrieg eingezogen. 1945 geriet er in Lettland in russische Kriegsgefangenschaft. 1949 kehrte er in die Heimat zurück. 1950 wurde er Regierungsrat bei der Regierung von Oberbayern und 1952 bei den dritten Kommunalwahlen nach dem Krieg als Parteiloser von der Bayernpartei und dem Bund der Heimatvertriebenen zur Kommunalwahl aufgestellt. Streibl wurde mit 51,98 % gegen den von den Amerikanern bis zu diesem Zeitpunkt eingesetzten Alois Keßler zum Landrat des Landkreises Ebersberg gewählt. In den folgenden Kommunalwahlen 1956, 1960, 1966 und 1972 gab es keine Gegenkandidaten und Streibl erhielt jedes Mal sehr viel Zustimmung. 1956 stimmten 97,6 % der Wähler für ihn, 1966 sogar 99 %. In seine Amtszeit fallen der Neubau des Kreiskrankenhauses und der Gymnasien in Grafing, Vaterstetten und Markt Schwaben sowie der Realschulen in Ebersberg und Markt Schwaben. Außerdem wurde das Straßennetz im Landkreis ausgebaut und die beiden S-Bahnlinien wurden eingerichtet.
Streibl war Vorstandsmitglied der Gemeinnützigen Wohnungsbaugesellschaft für den Landkreis Ebersberg und Vorsitzender des Verwaltungsrates der Kreissparkasse Ebersberg, wo er sich die Finanzierung des sozialen Wohnungsbaus einsetzte. Zusammen mit dem Landtagsabgeordneten Otto Freiherr von Feury (CSU) setzte Streibl sich vehement für den Erhalt des Landkreises ein, dem in der Gebietsreform der 1970er-Jahre die Auflösung drohte. Aus Altersgründen musste Streibl 1978 seine politische Karriere beenden. Ihm folgte als Landrat sein bisheriger Stellvertreter Hermann Beham von der CSU. Er verstarb kurz vor seinem 88. Geburtstag und wurde am 5. Januar 2000 in Ebersberg beigesetzt.
Streibl war seit 1950 verheiratet. Mit seiner Frau hatte er zwei Kinder.